# Tore Claeson
Tore Martin Claeson, född 19 oktober 1922 i Frustuna församling, Södermanlands län, död 12 september 2017 i Östertälje distrikt, Stockholms län, var en svensk politiker (vänsterpartiet kommunisterna) och riksdagsledamot 1976–1988.
Efter sin tid som riksdagsman var Claeson suppleant i valprövningsnämnden 1991–1998.